# Демократична унія
Демократична унія (пол. Unia Demokratyczna, UD) — польська центристська політична партія, заснована з ініціативи Тадеуша Мазовецького, діяла в 1990/1991-1994 роках.

## Історія

### Підйом
Демократичний союз був створений як однорідна партія після президентських виборів у 1990 році колами, що виходили з «Солідарності», підтримуючи кандидатуру прем’єр-міністра Тадеуша Мазовецького, який програв у першому турі Леху Валенсі та Стану Тиміньському.
Організаційне ядро створили структури виборчого комітету колишнього прем’єр-міністра, до якого приєдналися Демократичний правий форум (від якого відкололася невелика група, створивши Республіканську коаліцію ) та Громадянський рух Демократична дія (з якого вийшов Збігнєв Буяк створити Демократичний і Соціальний Рух). Лідером партії був Тадеуш Мазовецький, який пішов у відставку з посади прем'єр-міністра після поразки на виборах. Він отримав 556 голосів із 601 поданих. Цю посаду він обіймав протягом усього періоду діяльності партії. Об'єднавчий з'їзд відбувся у травні 1991 року. УД стала партією політичного центру, яка об’єднує пост-солідарних політиків із широким спектром політичних поглядів, від лівих соціал-демократичних, через соціал-ліберальних і християнських демократів до ліберально-християнських і консервативних. Після з’їзду віце-президентами партії були Яцек Куронь, Владислав Фрасинюк та Александер Холл.

### Вибори 1991 року

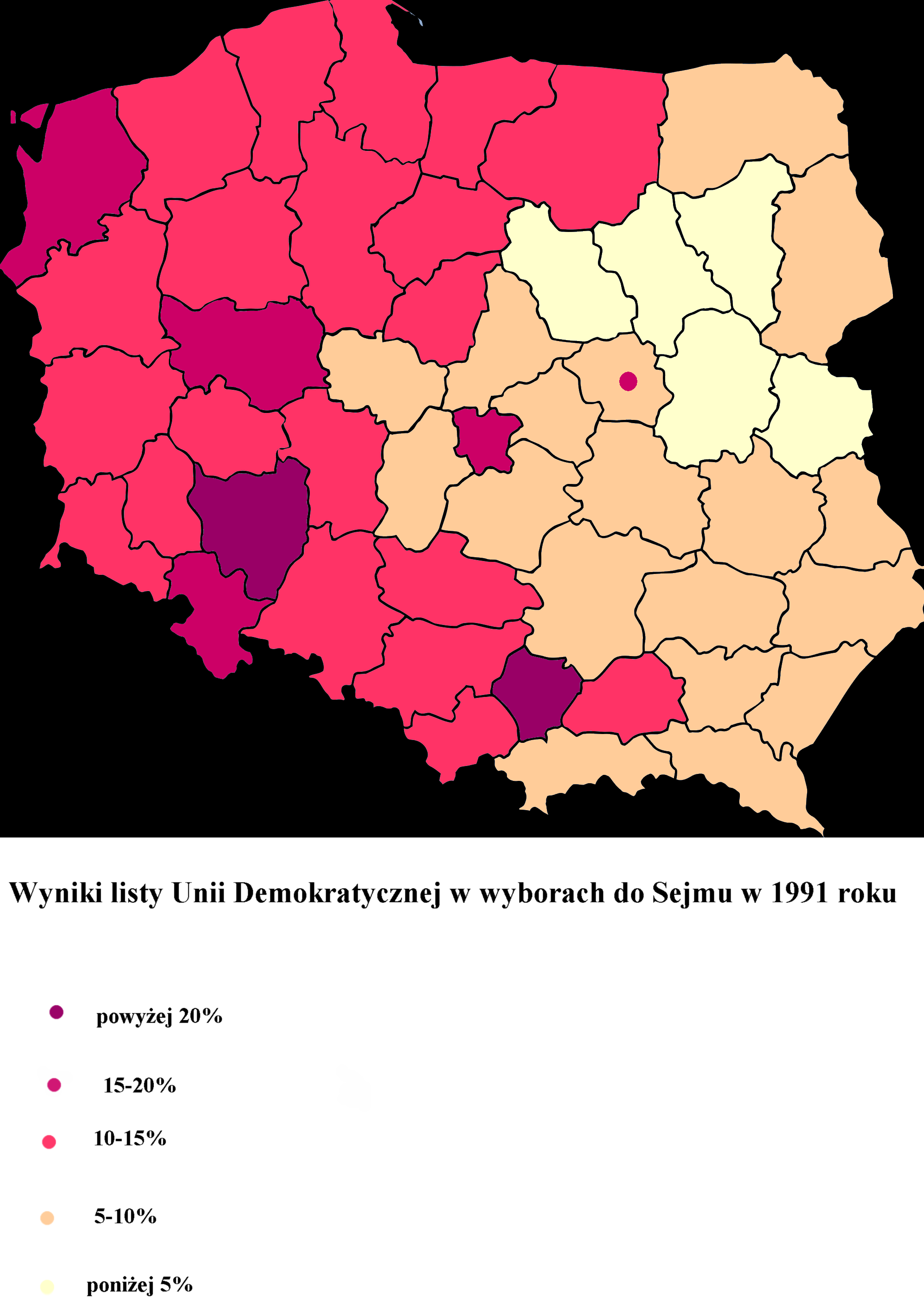
Результати списку Демократичної спілки на виборах до Сейму 1991 року

На парламентських виборах 1991 року Демократичний союз посів перше місце з результатом 12,3%. В результаті невеликої переваги над послідовними комітетами, фрагментації на політичній сцені в той час і використання методу Харе-Німейєра як коефіцієнта перерахунку, UD отримав лише 62 місця (на два більше, ніж SLD), одне з них через нечіткі положення виборчого законодавства подружжям Суперечка з християнською демократією тривала місяцями. У Сенаті першого терміну був 21 представник УД, незабаром до них приєдналися два незалежних сенатори.
У результаті досягнення угоди кількома правими групами політики партії-переможця не опинилися ні в Президії Сейму, ні в Президії Сенату, а місію формування уряду доручив тодішній президент Лех . Валенси Броніславу Ґеремку закінчилася провалом. УД опинилася в опозиції до уряду Яна Ольшевського. Незабаром вона почала тісно співпрацювати з Ліберально-демократичним конгресом і Польською економічною програмою, створивши т.зв. невелика коаліція.

### Уряд Ганни Сухоцької
Після відставки кабінету Яна Ольшевського та невдалої спроби Вальдемара Павляка сформувати уряд президент призначив нову Раду міністрів під керівництвом Ганни Сухоцької, депутата від Демократичної спілки. До уряду, окрім Демократичної спілки та KLD, увійшли невеликі правоцентристські партії (PChD та SLCh), а також національні праві партії (ZChN та PSL-PL). Незначну більшість у Сеймі спочатку забезпечувала підтримка, зокрема, депутати «Солідарності» та малі депутатські кола.
Восени 1992 року частина активістів, що утворили фракцію Демократичної правої партії на чолі з Александером Холом (у тому числі шість депутатів), вийшли з партії, щоб створити Консервативну партію. Таким чином, парламентський клуб Демократичної спілки перестав бути найбільшою фракцією в Сеймі, поступившись місцем Альянсу демократичних лівих.

### Вибори 1993 року
УД вирішила самостійно балотуватися до Сейму та Сенату, посиливши свої списки групою профспілкових депутатів, які підтримували уряд (в т.ч. Ян Рулевський і Богдан Борусевич). На парламентських виборах 1993 року партія набрала 10,59% голосів, посівши третє місце після SLD і PSL.
Партія виграла близько 80 тис. голосує більш ніж двома роками раніше. Загалом вона отримала 74 місця в парламенті і 4 місця в Сенаті. Союзні парламентарії (депутат Ольга Кжижановська та сенатор Зофія Куратовська) зайняли посади заступників маршалів в обох палатах. УД опинилася в опозиції, проголосувавши проти вотуму довіри уряду Вальдемара Павляка.